# Glenn Ross
Glenn Ross, pseudonim Tatuś (ur. 27 maja 1971, Hrabstwo Down, Irlandia Północna) – brytyjski trójboista siłowy i profesjonalny strongman.
Wielokrotny zdobywca tytułów Mistrza Wielkiej Brytanii Strongman oraz Mistrza Zjednoczonego Królestwa Strongman.

## Życiorys
Glenn Ross był reprezentantem Irlandii Północnej i Wielkiej Brytanii na wielu zawodach siłaczy oraz pięciokrotnie na indywidualnych Mistrzostwach Świata Strongman, jednak nigdy nie zakwalifikował się do finału tych mistrzostw. Wziął udział w Mistrzostwach Świata Strongman 1998, Mistrzostwach Świata Strongman 1999, Mistrzostwach Świata Strongman 2000, Mistrzostwach Świata Strongman 2001 oraz Mistrzostwach Świata Strongman 2003.
Wziął udział dwukrotnie w elitarnych zawodach siłaczy Arnold Strongman Classic, rozgrywanych w Columbus (USA), w latach 2005 i 2006.
Ustanowił wiele światowych rekordów siłaczy. Jest zrzeszony w federacji siłaczy WSMC.
Glenn Ross jest również promotorem sportu strongman. Jest założycielem ISA, Irlandzkiego Związku Siłowego (Irish Strength Association). Pracuje w ochronie nocnych klubów. W sierpniu 2010 został skazany na karę pół roku więzienia, z zawieszeniem wykonania tej kary na dwa lata, za uderzenie we wrześniu 2008 w twarz klienta nocnego klubu, w którym pracował.
Glenn Ross jest żonaty i ma dwoje dzieci. Mieszka w Bangor.
Wymiary:
- wzrost 185 cm
- waga 200 – 216 kg
- biceps 62 cm
- udo 89 cm
- klatka piersiowa 160 cm.

Rekordy życiowe:
- przysiad 400 kg
- wyciskanie 295 kg
- martwy ciąg 400 kg.

## Osiągnięcia strongman
- 1995
  - 1. miejsce - Mistrzostwa Irlandii Północnej Strongman
- 1996
  - 1. miejsce - Mistrzostwa Irlandii Północnej Strongman
- 1997
  - 1. miejsce - Mistrzostwa Irlandii Północnej Strongman
- 1998
  - 1. miejsce - Mistrzostwa Irlandii Północnej Strongman
- 1999
  - 1. miejsce - Mistrzostwa Irlandii Północnej Strongman
  - 1. miejsce - Mistrzostwa Wielkiej Brytanii Strongman
- 2000
  - 1. miejsce - Mistrzostwa Irlandii Północnej Strongman
  - 1. miejsce - Mistrzostwa Wielkiej Brytanii Strongman
- 2001
  - 1. miejsce - Mistrzostwa Wielkiej Brytanii Strongman
- 2002
  - 9. miejsce - Mistrzostwa Europy Strongman 2002
- 2003
  - 3. miejsce - Mistrzostwa Wielkiej Brytanii Strongman
- 2004
  - 1. miejsce - Mistrzostwa Zjednoczonego Królestwa Strongman
- 2005
  - 3. miejsce - Arnold Strongman Classic, USA
  - 3. miejsce - Puchar Świata Siłaczy 2005: Wexford
  - 1. miejsce - Puchar Świata Siłaczy 2005: Yorkshire
  - 2. miejsce - Puchar Świata Siłaczy 2005: Denver
  - 10. miejsce - Puchar Świata Siłaczy 2005: Bad Häring (kontuzjowany)
- 2006
  - 10. miejsce - Arnold Strongman Classic
  - 2. miejsce - Puchar Świata Siłaczy 2006: Armagh
  - 1. miejsce - Mistrzostwa Zjednoczonego Królestwa Strongman
- 2007
  - 1. miejsce - Mistrzostwa Zjednoczonego Królestwa Strongman
  - 8. miejsce - WSF Puchar Świata 2007: Chanty-Mansyjsk
- 2008
  - 1. miejsce - Mistrzostwa Zjednoczonego Królestwa Strongman
- 2009
  - 2. miejsce - Mistrzostwa Zjednoczonego Królestwa Strongman